# Ван Лит, Карен
Карен ван Лит (нидерл. Karen van Lith; р. 2 февраля 1966, Росмален) — нидерландская шашистка, международный гроссмейстер среди женщин. Многократный призёр чемпионатов мира по международным шашкам, 11-кратная чемпионка Нидерландов.

## Игровая карьера
В 1982 году Карен ван Лит впервые пробилась через отборочный турнир в финал чемпионата Нидерландов по международным шашкам. В своём дебютном чемпионате она заняла третье место, на следующий год добавив к «бронзе» «серебро» и получив право на участие в чемпионате мира в польском Сандомире. Её дебют на международной арене оказался не столь удачным, но в следующие несколько лет воспитанница чемпиона мира среди мужчин Харма Вирсмы демонстрировала уверенный профессиональный рост, что продемонстрировало пятое место сначала на международном турнире в Самарканде в 1984 году, а затем на чемпионате мира 1986 года в Каннах.
С 1986 по 1996 год ван Лит 11 раз подряд становилась чемпионкой Нидерландов. Завоевав третье место на чемпионате мира 1987 года, она в 21 год стала первой за пределами СССР женщиной-международным гроссмейстером по международным шашкам.
В 1995 году ван Лит, выиграв свой десятый титул чемпионки Нидерландов, получила путёвку на чемпионат мира в Бамако. Там она заняла второе место, дававшее право на матч за мировую корону против действующей чемпионки Зои Голубевой на будущий год. Голубева, признанный матчевый боец, оказалась сильней и в 1996 году. После этого матча и 11-й подряд победы на национальном первенстве успехи ван Лит пошли на спад. В национальных первенствах её потеснили с первой позиции пришедшие в 1997 году иммигрантки из Восточной Европы — Ольга Камышлеева, Нина Хукман (Янковская) и Таня Чуб, но ей ещё удалось разделить первое место на чемпионате 2000 года с Чуб и Хукман. В итоге чемпионкой в этот год стала Хукман.
Хотя с 2008 года ван Лит не участвовала в национальных личных и командных первенствах, в 2011 году она дала в рамках торжеств в честь нового открытия своего прежнего клуба Heijmans Excelsior и столетия Федерации шашек Нидерландов сеанс одновременной игры в Росмалене. Сеанс вёлся непрерывно в течение трёх часов на 20 досках, и за это время ван Лит сделала всего четыре ничьих, выиграв все остальные партии.

## Результаты на чемпионатах мира по международным шашкам
| Год  | Место проведения | Турнир/матч         | Результат | Место |
| ---- | ---------------- | ------------------- | --------- | ----- |
| 1983 | Сандомир         | Турнир              | +4=2-5    | 8     |
| 1986 | Канны            | Турнир              | +7=5-1    | 5     |
| 1987 | Минск            | Турнир              | +8=4-1    | 3—4   |
| 1989 | Росмален         | Турнир              | +5=4-2    | 4—5   |
| 1991 | Минск            | Турнир              | +5=5-1    | 3     |
| 1993 | Брюнссум         | Турнир              | +3=6-2    | 5—7   |
| 1995 | Бамако           | Турнир              | +5=7-1    | 2     |
| 1996 | Вюгт             | Матч с З. Голубевой | +1-2      | 2     |

1. ↑  Уступила 2-е место по дополнительным показателям  Нине Янковской